# Hamirpur (Uttar Pradesh)
Hamirpur (hindi हमीरपुर) – miasto w północnych Indiach w stanie Uttar Pradesh, na Nizinie Hindustańskiej.
Populacja miasta w 2001 roku wynosiła 38 035 mieszkańców.